# 曾谷貝塚
座標: 北緯35度44分49.45秒 東経139度56分6.91秒 / 北緯35.7470694度 東経139.9352528度
曾谷貝塚（そやかいづか）は、千葉県市川市曽谷二丁目にある縄文時代中期末から後期末にかけての貝塚および環状集落の遺跡。縄文時代後期末の土器型式である曾谷式の標式遺跡で、国の史跡に指定されている。貝塚形成以前の縄文前期にあたる土層からも遺構が検出されており、集落としてはその時期からの歴史を有する。

## 概要
国分川中流左岸の下総台地西縁にある標高20-25メートルの台地上に東西210メートル・南北240メートル、中央窪地型で北側に開いた馬蹄形の貝塚である。単独の馬蹄形貝塚としては日本で最も広い。
1893年（明治26年）に山崎直方によって初めて発掘調査され、1935年（昭和10年）に大場磐雄が2体の埋葬人骨を発掘した。1937年（昭和12年）に山内清男が竪穴建物跡を発掘調査し、2年後にそこで検出された土器を加曾利式と安行式の中間形態を持つ土器として「曾谷式」と命名した。だがその後、根拠となる土器が行方不明となり公開されなかったために「幻の土器」と称され、存在自体を否定する説も出された。
その後、周辺の宅地化や曾谷式土器の存在の是非に絡んで度々発掘調査が行われた（1950年（東京大学）・1959年（明治大学）・1960年（早稲田大学）・1962年（明治大学）・1965年（千葉県教育委員会）・1974年-77年（市川市教育委員会）など）。その結果、1960年（昭和35年）には抜歯跡が見られる人骨が見つかったほか、貯蔵穴から貝輪の材料であるイタボガキの貝殻が大量に検出され、貝輪が集落のみならず外部との交易に用いられていた可能性が指摘された。更に竪穴建物跡（前期4棟・中期1件・後期38棟）や貯蔵穴21基、埋葬人骨20体が検出された。こうした成果により1979年（昭和54年）には貝塚周辺約42,100平方メートルが国の史跡に指定された。しかし山内が主張した曾谷式土器が再発見されたのは更に遅れて1987年（昭和62年）のことであった。
現在も周辺地域の都市化・宅地化に対応する形で貝塚周辺での発掘調査が市川市教育委員会を中心に行われている。